# Baños y Mendigo
Baños y Mendigo es una pedanía perteneciente al municipio de Murcia. Se sitúa al sur de la Sierra de Carrascoy, en el llamado Campo de Murcia, situado en la comarca natural del Campo de Cartagena En 2019 la localidad contaba con una población de 681 habitantes según las cifras oficiales del INE. La pedanía tiene una extensión de 59,275 km². Se encuentra a unos 20 km al sur del centro de Murcia.

## Toponimia
El origen del nombre de esta pedanía no está del todo claro. Tradicionalmente se ha buscado y explicado su origen en la existencia en el lugar de un nacimiento con un pequeño caudal que se recogía en una gran balsa cuyas aguas se utilizaban para el riego, pero que en época estival usaban para el baño los habitantes de la zona, de ahí el término “Baños”. En cuanto al segundo término, “Mendigo”, también se ha mantenido que deriva del hecho de que en la pequeña ermita construida en el lugar habitó un mendigo, aunque otros hablan de un eremita. 

## Geografía
Limita con las pedanías murcianas:
- al norte: El Palmar, La Alberca, Santo Ángel y Algezares
- al este: Gea y Truyols
- al sur: Los Martínez del Puerto y Valladolises y Lo Jurado
- al oeste: Corvera.

## Descripción
En Baños y Mendigo, como otras pedanías tradicionalmente agrícolas del campo de Murcia, vive una expansión de las infraestructuras turísticas. En Baños y Mendigo se encuentra la urbanización Mosa Trajectum, con 1500 chalés, zona comercial, hoteles de lujo y un campo de golf. Según una denuncia de Ecologistas en Acción de noviembre de 2005, el campo de golf se regaba dos veces al día con agua de un pozo autorizado para uso agrícola y no recreativo.